# Île Tiya
L’île Tiya est une îlot de Nouvelle-Calédonie appartenant administrativement à Poum.
Elle se situe à environ 4 km au nord de l'île Baaba. 